# Erich Honecker
Erich Ernst Paul Honecker (Neunkirchen, 25 de agosto de 1912 – Santiago, 29 de maio de 1994)  foi um político comunista alemão que liderou a República Democrática Alemã (Alemanha Oriental) de 1971 até pouco antes da queda do Muro de Berlim em novembro de 1989. Ele ocupou os cargos de Secretário-Geral do Partido Socialista Unificado da Alemanha (SED) e Presidente do Conselho de Defesa Nacional; em 1976, ele substituiu Willi Stoph como Presidente do Conselho de Estado, o chefe de Estado oficial. Como líder da Alemanha Oriental, Honecker era visto como um ditador.    Durante sua liderança, o país tinha laços estreitos com a União Soviética, que mantinha um grande exército no país.
A carreira política de Honecker começou na década de 1930, quando ele se tornou funcionário do Partido Comunista da Alemanha, cargo pelo qual foi preso pelos nazistas. Após a Segunda Guerra Mundial, ele foi libertado pelo exército soviético e relançou suas atividades políticas, fundando a organização juvenil do SED, a Juventude Alemã Livre, em 1946 e servindo como presidente do grupo até 1955. Como Secretário de Segurança do Comitê Central do SED, ele foi o principal organizador da construção do Muro de Berlim em 1961 e, nessa função, assumiu a responsabilidade administrativa pela "ordem de atirar" ao longo do Muro e na fronteira interna alemã.
Em 1970, Honecker iniciou uma luta pelo poder político que levou, com o apoio do líder soviético Leonid Brejnev, a substituir Walter Ulbricht como Secretário Geral do SED e presidente do Conselho de Defesa Nacional. Sob seu comando, o país adotou um programa de "socialismo de consumo" e avançou em direção à comunidade internacional, normalizando as relações com a Alemanha Ocidental e também se tornando um membro pleno da ONU, no que é considerado um de seus maiores sucessos políticos. À medida que as tensões da Guerra Fria diminuíram no final da década de 1980 com o advento da perestroika e da glasnost — as reformas liberais introduzidas pelo líder soviético Mikhail Gorbatchov — Honecker recusou todas as mudanças, exceto as cosméticas, no sistema político da Alemanha Oriental. Ele citou as atitudes linha-dura consistentes de Kim Il-sung, Fidel Castro e Nicolae Ceaușescu, cujos respectivos governos da Coreia do Norte, Cuba e Romênia criticaram as reformas. Honecker foi forçado a renunciar pelo Politburo do SED em outubro de 1989, numa tentativa de melhorar a imagem do governo aos olhos do público; o esforço não teve sucesso, e o regime entraria em colapso total no mês seguinte.
Após a reunificação alemã em 1990, Honecker buscou asilo na embaixada chilena em Moscou, mas foi extraditado de volta para a Alemanha em 1992, após a queda da União Soviética, para ser julgado por seu papel nos abusos de direitos humanos cometidos pelo governo da Alemanha Oriental. Entretanto, o processo foi abandonado, pois Honecker sofria de câncer terminal no fígado. Ele foi libertado da custódia para se juntar à família no exílio no Chile, onde morreu em maio de 1994.

## Biografia
Honecker nasceu em uma família profundamente protestante em Neunkirchen,  no que hoje é o Sarre, filho de Wilhelm Honecker (1881–1969), um mineiro de carvão e ativista político,  e sua esposa Caroline Catharine Weidenhof (1883–1963). O casal, casado em 1905, teve seis filhos: Katharina (Käthe, 1906–1925), Wilhelm (Willi, 1907–1944), Frieda (1909–1974), Erich, Gertrud (1917–2010) e Karl-Robert (1923–1947). Erich, seu quarto filho, nasceu em 25 de agosto de 1912, durante o período em que a família residia na Max-Braun-Straße, antes de se mudar para Kuchenbergstraße 88, no atual distrito da cidade de Neunkirchen, em Wiebelskirchen.

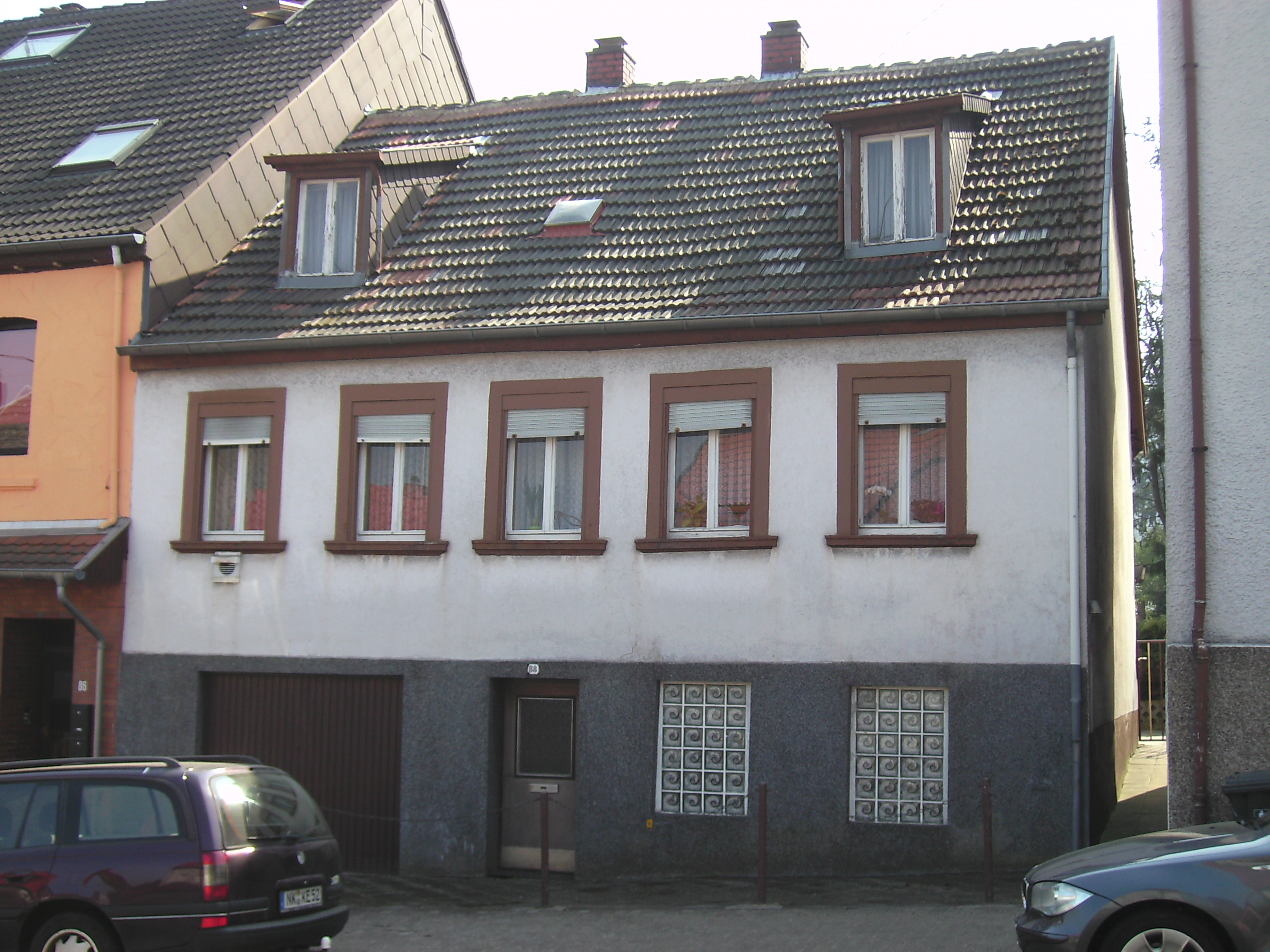
Casa de infância de Honecker em Wiebelskirchen

Após a Primeira Guerra Mundial, o Território da Bacia do Sarre foi ocupado pela França. Esta mudança do governo estrito de Ferdinand Eduard von Stumm para a ocupação militar francesa forneceu o pano de fundo para o que Wilhelm Honecker entendeu como exploração proletária e introduziu o jovem Erich ao comunismo.  Após seu décimo aniversário em 1922, Erich Honecker tornou-se membro do grupo infantil da Liga Espartaquista em Wiebelskirchen.  Aos 14 anos ingressou na KJVD, a Liga dos Jovens Comunistas da Alemanha, onde mais tarde serviu como líder da organização do Sarre a partir de 1931. 
Honecker não encontrou um estágio imediatamente após deixar a escola, mas trabalhou para um fazendeiro na Pomerânia por quase dois anos.  Em 1928, ele retornou a Wiebelskirchen e começou um estágio como telhador com seu tio, mas desistiu para frequentar a Escola Internacional Lenin em Moscou e Magnitogorsk depois que a KJVD o selecionou para um curso de estudos.  Lá, dividindo um quarto com Anton Ackermann,  ele estudou sob o nome falso de "Fritz Malter". 

## Oposição aos nazistas e prisão
Em 1930, aos 18 anos, Honecker ingressou no KPD, o Partido Comunista da Alemanha.  Seu mentor político foi Otto Niebergall, que mais tarde representou o KPD no Reichstag. Após retornar de Moscou em 1931, após seus estudos na Escola Internacional Lenin, ele se tornou o líder da KJVD na região do Sarre. Após a tomada do poder pelos nazistas em 1933, as atividades comunistas na Alemanha só eram possíveis secretamente; a região do Sarre, no entanto, ainda permanecia fora do Reich Alemão, sob um mandato da Liga das Nações. Honecker foi preso em Essen, Alemanha, mas logo foi solto. Depois disso, ele fugiu para a Holanda e de lá supervisionou as atividades da KJVD em Pfalz, Hesse e Baden-Württemberg. 
Honecker retornou ao Sarre em 1934 e trabalhou ao lado de Johannes Hoffmann na campanha contra a reincorporação da região à Alemanha. No entanto, um referendo sobre o futuro da área em janeiro de 1935 teve 90,73% de votos a favor da reunificação com a Alemanha. Como outros 4.000 a 8.000, Honecker fugiu da região, mudando-se inicialmente para Paris. 
Em 28 de agosto de 1935, ele viajou ilegalmente para Berlim sob o pseudônimo de "Marten Tjaden", com uma impressora na bagagem. A partir daí, ele trabalhou em estreita colaboração com o oficial do KPD, Herbert Wehner, na oposição/resistência ao estado nazista. Em 4 de dezembro de 1935, Honecker foi detido pela Gestapo e até 1937 detido no centro de detenção de Moabit, em Berlim. Em 3 de julho de 1937, foi condenado a dez anos de prisão pela "preparação de alta traição juntamente com a grave falsificação de documentos".
Honecker passou a maior parte de sua prisão na Prisão de Brandenburg-Görden, onde também desempenhou tarefas como faz-tudo.  No início de 1945, ele foi transferido para a prisão feminina de Barnimstrasse, em Berlim, devido ao seu bom comportamento, e para trabalhar na reparação do edifício danificado pela bomba, pois era um telhador habilidoso.  Durante um bombardeio aliado em 6 de março de 1945, ele conseguiu escapar e se escondeu no apartamento de Lotte Grund, uma guarda prisional. Depois de vários dias, ela o convenceu a se entregar, e sua fuga foi então encoberta pelo guarda.
Após a libertação das prisões pelo avanço das tropas soviéticas em 27 de abril de 1945, Honecker permaneceu em Berlim.  Sua "fuga" da prisão e seus relacionamentos durante o cativeiro mais tarde o levaram a enfrentar dificuldades dentro do Partido da Unidade Socialista, além de prejudicar suas relações com seus ex-detentos. Em entrevistas posteriores e em suas memórias pessoais, Honecker falsificou muitos detalhes de sua vida durante esse período.   Material do Serviço de Segurança do Estado da Alemanha Oriental foi usado para alegar que, para ser libertado da prisão, Honecker ofereceu à Gestapo evidências incriminando outros comunistas presos, alegou que havia renunciado ao comunismo "para sempre" e estava disposto a servir no exército alemão. 

## Retorno pós-guerra à política

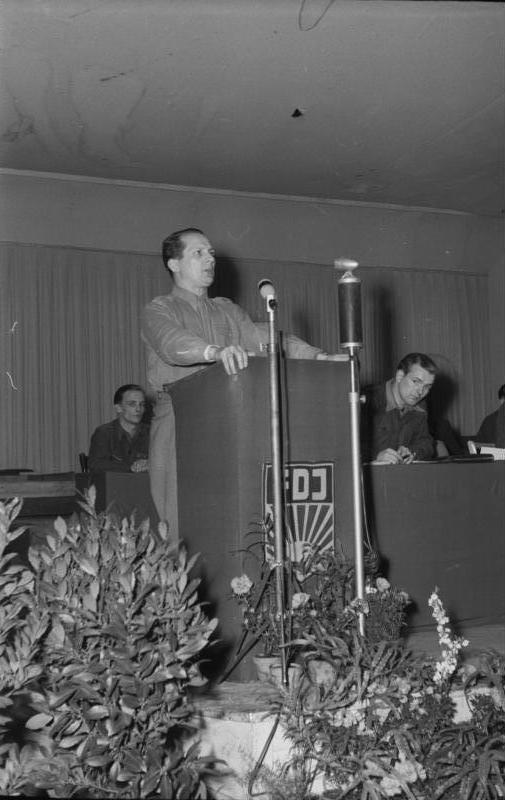
Honecker, fundador da FDJ, 1946

Em maio de 1945, Honecker foi "apanhado" por acaso em Berlim por Hans Mahle e levado para o Grupo Ulbricht, um coletivo de comunistas alemães exilados que haviam retornado da União Soviética para a Alemanha após o fim do regime nazista.  Por meio de Waldemar Schmidt, Honecker fez amizade com Walter Ulbricht, que até então não o conhecia. O futuro papel de Honecker no grupo ainda estava indeciso até os meses de verão, pois ele ainda não havia enfrentado um processo partidário. Isto terminou numa repreensão devido à sua “conduta indisciplinada” ao fugir da prisão no início do ano, uma acção que foi debatida, colocando potencialmente em risco os outros reclusos (comunistas).  
Em 1946, Honecker tornou-se cofundador da Juventude Alemã Livre (FDJ), cuja presidência ele também assumiu. Após a formação do SED, o Partido Socialista Unificado, em abril de 1946, por meio da fusão do KPD e do SPD, Honecker rapidamente se tornou um dos principais membros do partido e assumiu seu lugar no Comitê Central do partido.

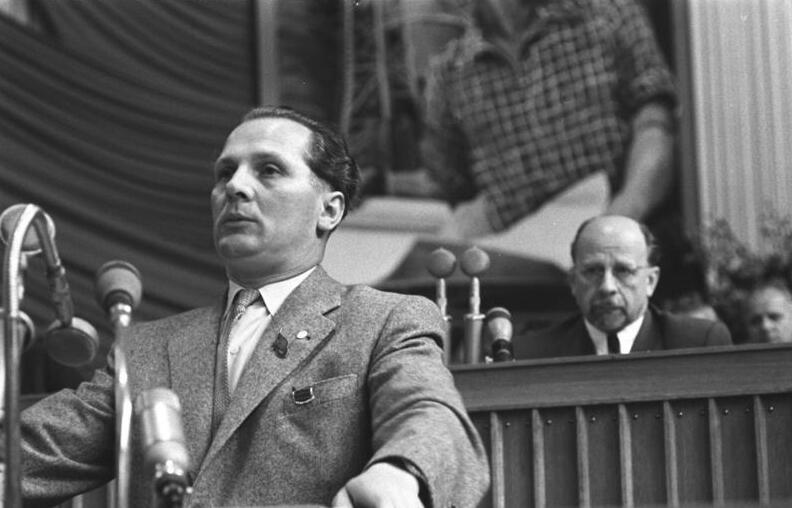
Honecker, assistido por seu mentor Walter Ulbricht no 5º congresso do Partido, 1958

Em 7 de outubro de 1949, a República Democrática Alemã foi formada com a adoção de uma nova constituição, estabelecendo um sistema político semelhante ao da União Soviética. Dentro do governo de partido único socialista do estado, Honecker retomou determinadamente sua carreira política e no ano seguinte foi nomeado membro candidato do Politburo do Comitê Central do SED.  Como presidente do movimento da Juventude Alemã Livre, ele organizou a inauguração do "Deutschlandtreffen der Jugend" em Berlim Oriental em maio de 1950 e o 3º Festival Mundial da Juventude e dos Estudantes em 1951, embora este último tenha sido assolado por problemas organizacionais. 
Durante a agitação interna do partido após a revolta reprimida de junho de 1953, Honecker aliou-se ao primeiro secretário Walter Ulbricht, apesar da maioria do Politburo tentar depor Ulbricht em favor de Rudolf Herrnstadt.  O próprio Honecker enfrentou questionamentos de membros do partido sobre suas qualificações inadequadas para o cargo. Em 27 de maio de 1955, ele entregou a presidência da FDJ a Karl Namokel e partiu para Moscou para estudar por dois anos na Escola do Partido Comunista Soviético, a pedido de Ulbricht.  Durante este período, ele testemunhou pessoalmente o 20º Congresso do Partido Comunista Soviético, onde seu Primeiro Secretário Nikita Khrushchev denunciou Josef Stalin. 
Após retornar à Alemanha Oriental em 1958, Honecker tornou-se um membro de pleno direito do Politburo, assumindo a responsabilidade pelas questões militares e de segurança.  Como Secretário de Segurança do Partido, ele foi o principal organizador da construção do Muro de Berlim em agosto de 1961 e também um defensor da "ordem de atirar" ao longo da fronteira interna da Alemanha. 

## Liderança da Alemanha Oriental

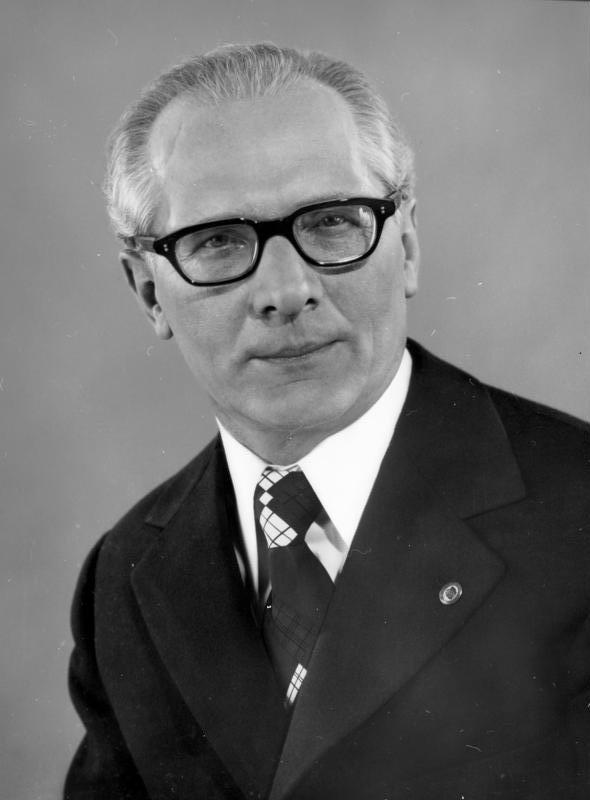
Honecker em 1976

Enquanto Ulbricht substituiu a economia de comando do estado, primeiramente pelo "Novo Sistema Econômico", depois pelo Sistema Econômico do Socialismo, enquanto buscava melhorar a economia decadente do país, Honecker declarou que a principal tarefa sob seu Novo Sistema de Socialismo Econômico seria, de fato, a "unidade da política econômica e social", essencialmente por meio da qual os padrões de vida (com o aumento dos bens de consumo) seriam elevados em troca de lealdade política.   As tensões já tinham levado o seu antigo mentor Ulbricht a remover Honecker do cargo de Segundo Secretário em Julho de 1970, apenas para a liderança soviética o reintegrar rapidamente.  Honecker destacou o degelo das relações entre a Alemanha Oriental e a Alemanha Ocidental como uma estratégia de Ulbricht, para ganhar o apoio da liderança soviética sob Leonid Brejnev.  Com isso garantido, Honecker foi nomeado Primeiro Secretário (a partir de 1976, intitulado secretário-geral) do Comitê Central em 3 de maio de 1971, depois que a liderança soviética forçou Ulbricht a se afastar "por motivos de saúde".  
Depois de também suceder Ulbricht como Presidente do Conselho de Defesa Nacional em 1971,  Honecker foi finalmente eleito Presidente do Conselho de Estado (um cargo equivalente ao de presidente) em 29 de Outubro de 1976.  Com isso, Honecker atingiu o auge do poder na Alemanha Oriental. A partir daí, ele, juntamente com o Secretário Econômico Günter Mittag e o Ministro da Segurança do Estado Erich Mielke, tomaram todas as principais decisões do governo. Até 1989, a “pequena camarilha estratégica” composta por estes três homens era incontestável como o nível mais alto da classe dominante da Alemanha Oriental.  O colega mais próximo de Honecker era Joachim Herrmann, secretário de Agitação e Propaganda do SED. Ao lado dele, Honecker realizou reuniões diárias sobre a representação do partido na mídia, nas quais o layout do jornal do partido, Neues Deutschland, bem como a sequência de notícias no boletim de notícias nacional Aktuelle Kamera, foram determinados. 
Sob a liderança de Honecker, a Alemanha Oriental adotou um programa de "socialismo de consumo", que resultou em uma melhora significativa nos padrões de vida, que já eram os mais altos entre os países do Bloco Oriental — embora ainda muito atrás da Alemanha Ocidental. Mais atenção foi dada à disponibilidade de bens de consumo, e a construção de novas habitações foi acelerada, com Honecker a prometer "resolver o problema da habitação como uma questão de relevância social".  Suas políticas foram inicialmente marcadas por uma liberalização em relação à cultura e à arte. Enquanto 1973 trouxe o Festival Mundial da Juventude e dos Estudantes para Berlim Oriental, logo artistas dissidentes como Wolf Biermann foram expulsos e o Ministério da Segurança do Estado aumentou seus esforços para suprimir a resistência política. Honecker continuou comprometido com a expansão da fronteira interna da Alemanha e com a política de "ordem de atirar" ao longo dela.  Durante o seu mandato, cerca de 125 cidadãos da Alemanha Oriental foram mortos enquanto tentavam chegar ao Ocidente. 

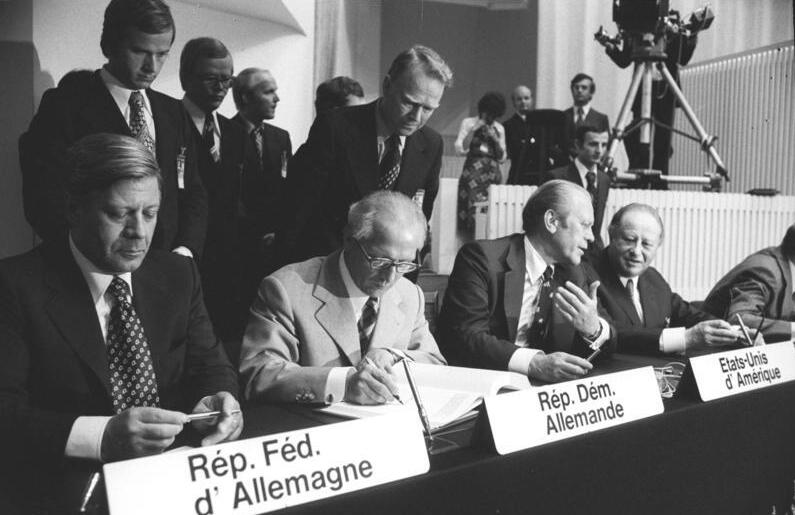
Honecker na cimeira da CSCE em Helsínquia, 1975

Depois que a República Federal garantiu um acordo com a União Soviética sobre cooperação e uma política de não violência, tornou-se possível chegar a um acordo semelhante com a RDA. O Tratado Básico entre a Alemanha Oriental e Ocidental em 1972 buscou normalizar os contatos entre os dois governos.
A Alemanha Oriental também participou na Conferência sobre Segurança e Cooperação na Europa, realizada em Helsínquia em 1975, que tentou melhorar as relações entre o Ocidente e o Bloco de Leste, e tornou-se membro de pleno direito das Nações Unidas.  Esses atos de diplomacia foram considerados os maiores sucessos de Honecker na política externa.
Honecker recebeu outros reconhecimentos pessoais de alto nível, incluindo doutorados honorários em administração de empresas pela Universidade Humboldt de Berlim Oriental em 1976, pela Universidade Nihon de Tóquio em 1981 e pela London School of Economics em 1984, além da Ordem Olímpica do COI em 1985. Em setembro de 1987, ele se tornou o primeiro chefe de estado da Alemanha Oriental a visitar a Alemanha Ocidental, onde foi recebido com todas as honras de Estado pelo chanceler da Alemanha Ocidental, Helmut Kohl, em um ato que pareceu confirmar a aceitação da existência da Alemanha Oriental pela Alemanha Ocidental. Durante esta viagem, ele também viajou para sua cidade natal, no Sarre, onde fez um discurso emocionante no qual falou de um dia em que os alemães não seriam mais separados por fronteiras.  Esta viagem já tinha sido planeada duas vezes antes, incluindo em Setembro de 1984,  mas foi inicialmente bloqueada pela liderança soviética que desconfiava da relação especial entre a Alemanha Oriental e a Alemanha Ocidental,  particularmente dos esforços para expandir a independência limitada da Alemanha Oriental no domínio da política externa. 

## Doença, queda e renúncia

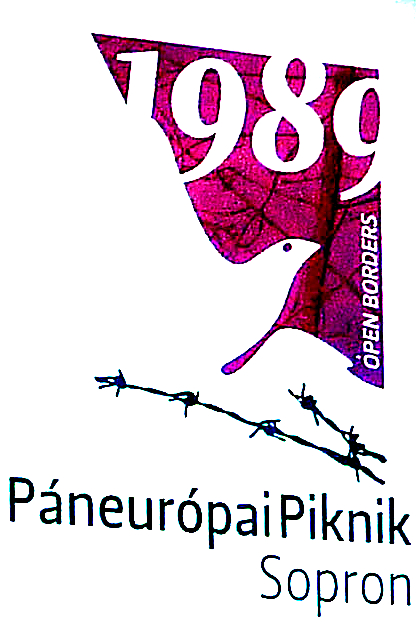
Após o Piquenique Pan-Europeu, Honecker perdeu o controle do que estava acontecendo.

No final da década de 1980, o líder soviético Mikhail Gorbatchov introduziu a glasnost e a perestroika, reformas para liberalizar a economia socialista planejada. As fricções entre ele e Honecker aumentaram devido a estas políticas e a inúmeras questões adicionais a partir de 1985.  A Alemanha Oriental recusou-se a implementar reformas semelhantes, com Honecker a dizer a Gorbachev: "Fizemos a nossa perestroika; não temos nada para reestruturar".   Gorbachev começou a não gostar de Honecker e, em 1988, estava a colocá-lo no mesmo grupo de Todor Zhivkov da Bulgária, Gustáv Husák da Checoslováquia e Nicolae Ceaușescu da Roménia, formando um "Gangue dos Quatro": um grupo de linha-dura inflexíveis e pouco dispostos a fazer reformas. 

De acordo com os especialistas da Casa Branca Philip Zelikow e Condoleezza Rice, Gorbachev esperava que os líderes comunistas da Europa Oriental seguissem seu exemplo de perestroika e glasnost. Eles argumentam:

O próprio Gorbachev não tinha nenhuma simpatia especial por Erich Honecker, presidente do Partido Comunista da Alemanha Oriental, pelos seus camaradas linha-dura e pelo governo. Já em 1985... [Gorbachev] havia dito aos dirigentes do partido da Alemanha Oriental que o jardim de infância havia acabado; ninguém os guiaria pela mão. Eles eram responsáveis por seu próprio povo. As relações entre Gorbachev e Honecker pioraram a partir daí.
Analistas ocidentais, de acordo com Zelikow e Rice, acreditavam em 1989 que o comunismo ainda estava seguro na Alemanha Oriental:
Amparado por uma riqueza relativamente maior do que a dos vizinhos da Europa Oriental do seu país, num sistema fantasticamente elaborado de controlos internos, o líder de longa data da Alemanha Oriental, Eric Honecker, parecia seguro na sua posição. O seu governo há muito lidava com a dissidência através de uma mistura de repressão brutal, emigração forçada e o desabafo de permitir viagens ocasionais e limitadas para o Ocidente a uma parte substancial da população.
Honecker sentiu-se traído por Gorbachev na sua política alemã e garantiu que os textos oficiais da União Soviética, especialmente os relativos à perestroika, já não pudessem ser publicados ou vendidos na Alemanha Oriental. 
Um mês após as eleições legislativas polacas de 1989, nas quais Lech Wałęsa e o Comitê dos Cidadãos Solidários ganharam inesperadamente 99 dos 100 assentos, na cimeira do Pacto de Varsóvia, de 7 a 8 de Julho de 1989, em Bucareste, a União Soviética reafirmou a sua mudança da Doutrina Brejnev da soberania limitada dos seus estados-membros, e anunciou a "liberdade de escolha".    A declaração de Bucareste prescreveu que os seus signatários desenvolvessem doravante a sua “própria linha política, estratégia e táctica sem intervenção externa”.  Isso colocou em questão a garantia soviética de existência dos estados comunistas na Europa. Já em Maio de 1989, a Hungria tinha começado a desmantelar a sua fronteira com a Áustria, criando a primeira brecha na chamada Cortina de Ferro, através da qual mais tarde vários milhares de alemães orientais fugiram rapidamente na esperança de chegar à Alemanha Ocidental através da Áustria.  Mas com o êxodo em massa no Piquenique Pan-Europeu de Agosto de 1989 (que se baseou numa ideia de Otto von Habsburg para testar a reação de Gorbachev à abertura da fronteira),  o comportamento hesitante subsequente do Partido da Unidade Socialista da Alemanha Oriental e a não intervenção da União Soviética abriram as comportas. Assim, a frente unida do Bloco Oriental foi quebrada. A reação a isto de Erich Honecker no Daily Mirror de 19 de agosto de 1989 foi muito tardia e mostrou a atual perda de poder: "Os Habsburgos distribuíram folhetos para o interior da Polônia, nos quais os turistas da Alemanha Oriental foram convidados para um piquenique. Quando eles vieram para o piquenique, eles receberam presentes, comida e marcos alemães, e então foram persuadidos a vir para o Ocidente." Mais tarde, após sua queda, Honecker disse sobre Otto von Habsburg em conexão com o verão de 1989: "Que este Habsburgo cravou o prego no meu caixão."  Agora, dezenas de milhares de alemães orientais informados pela mídia seguiram para a Hungria, que não estava mais pronta para manter suas fronteiras completamente fechadas ou para obrigar suas tropas de fronteira a usar a força das armas.    Um tratado de 1969 exigia que o governo húngaro enviasse os alemães orientais de volta para casa;  no entanto, a partir de 11 de setembro de 1989, os húngaros deixaram-nos entrar na Áustria,  dizendo aos seus indignados homólogos da Alemanha Oriental que eram refugiados e que os tratados internacionais sobre refugiados tinham precedência.
Na época, Honecker estava afastado por motivo de doença, o que deixou seus colegas incapazes de agir de forma decisiva. Ele adoeceu com cólica biliar durante a cúpula do Pacto de Varsóvia. Pouco depois, ele foi levado de avião para casa, em Berlim Oriental.   Após uma estabilização inicial da sua saúde, foi submetido a uma cirurgia em 18 de agosto de 1989 para remover a vesícula biliar inflamada e, devido a uma perfuração, parte do cólon.   Segundo o urologista Peter Althaus, os cirurgiões deixaram um nódulo suspeito de ser cancerígeno no rim direito de Honecker devido à sua condição debilitada e também não informaram o paciente sobre a suspeita de câncer;  outras fontes dizem que o tumor simplesmente não foi detectado. Como resultado desta operação, Honecker esteve ausente do seu cargo até ao final de Setembro de 1989.  
De volta ao cargo, Honecker teve de lidar com o número crescente e a força das manifestações em toda a Alemanha Oriental, que foram inicialmente desencadeadas por relatos na comunicação social da Alemanha Ocidental sobre resultados fraudulentos nas eleições locais de 7 de Maio de 1989,   os mesmos resultados que ele tinha rotulado como um "reflexo convincente" da fé da população na sua liderança.  Ele também teve que lidar com um novo problema de refugiados. Vários milhares de alemães orientais tentaram ir para a Alemanha Ocidental via Tchecoslováquia, mas o governo os impediu de passar. Vários milhares deles foram direto para a embaixada da Alemanha Ocidental em Praga e exigiram passagem segura para a Alemanha Ocidental. Com alguma relutância, Honecker permitiu que eles fossem, mas os forçou a voltar pela Alemanha Oriental em trens lacrados e retirou-lhes a cidadania da Alemanha Oriental. Vários membros do Politburo do SED perceberam que este era um erro grave e fizeram planos para se livrarem dele. 

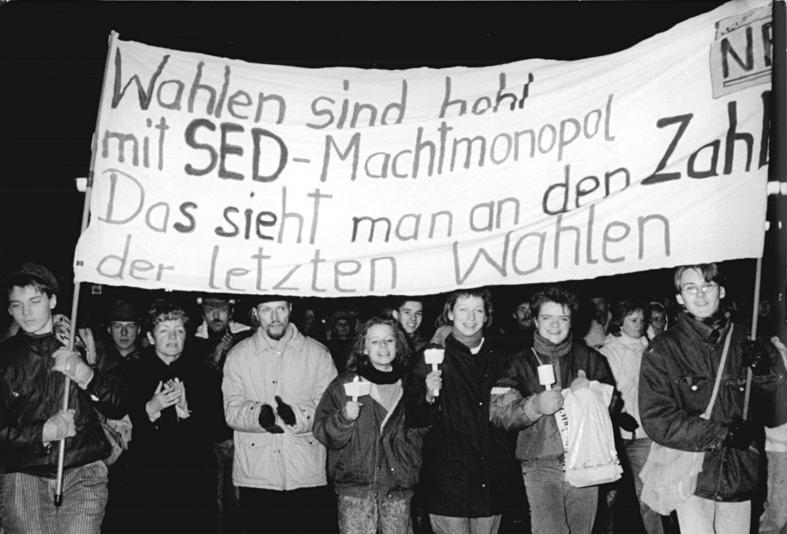
Alemães orientais protestam contra o regime radical de Honecker que impede todas as reformas, 1989.

À medida que a agitação crescia visivelmente, um grande número de pessoas começou a fugir do país através das embaixadas da Alemanha Ocidental em Praga e Budapeste, bem como através das fronteiras dos estados "irmãos socialistas".   A cada mês, dezenas de milhares de pessoas saíam.   Em 3 de Outubro de 1989, a Alemanha Oriental fechou as suas fronteiras aos seus vizinhos orientais e impediu viagens sem visto para a Checoslováquia;  um dia depois, estas medidas foram também alargadas às viagens para a Bulgária e a Roménia. A Alemanha Oriental não estava apenas atrás da Cortina de Ferro em relação ao Ocidente, mas também isolada da maioria dos outros estados do bloco oriental. 

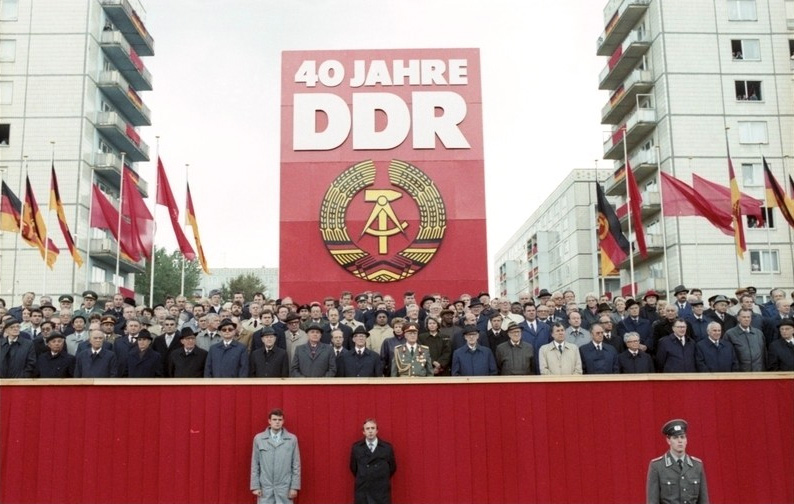
Honecker, com Gorbachev à sua direita, na vanguarda da celebração do 40º aniversário da Alemanha Oriental, pouco antes de ser forçado a renunciar

Nos dias 6 e 7 de outubro de 1989, as celebrações nacionais do 40º aniversário do Estado da Alemanha Oriental tiveram lugar com a presença de Gorbachev.  Para surpresa de Honecker e dos outros líderes do SED presentes, várias centenas de membros da Juventude Alemã Livre — considerada a futura vanguarda do partido e da nação — começaram a gritar: "Gorby, ajude-nos! Gorby, salve-nos!" .  Numa conversa privada entre os dois líderes, Honecker elogiou o sucesso do país, mas Gorbachev sabia que, na realidade, este enfrentava a falência;   A Alemanha Oriental já tinha aceitado milhares de milhões de dólares em empréstimos da Alemanha Ocidental durante a década, enquanto procurava estabilizar a sua economia.  Tentando fazer Honecker aceitar a necessidade de reformas, Gorbachev avisou Honecker que "Aquele que chega tarde demais é punido com a vida", mas Honecker sustentou que "nós mesmos resolveremos nossos problemas com meios socialistas".  Os protestos em frente à recepção do Palácio da República levaram a centenas de detenções, nas quais muitos foram brutalmente espancados por soldados e polícias. 
À medida que o movimento de reforma se espalhava pela Europa Central e Oriental, manifestações em massa contra o governo da Alemanha Oriental eclodiram, principalmente em Leipzig — a primeira de várias manifestações que ocorreram nas noites de segunda-feira em todo o país. Em resposta, uma unidade de paraquedistas de elite foi enviada para Leipzig — quase certamente por ordem de Honecker, já que ele era comandante-chefe do Exército. Um banho de sangue só foi evitado quando os próprios dirigentes locais do partido ordenaram que as tropas recuassem. Na semana seguinte, Honecker enfrentou uma torrente de críticas. Isto deu aos seus camaradas do Politburo o ímpeto de que necessitavam para o substituir. 
Após uma reunião de crise do Politburo em 10-11 de outubro de 1989, a visita de estado planejada de Honecker à Dinamarca foi cancelada e, apesar de sua resistência, por insistência do número dois do regime, Egon Krenz, uma declaração pública foi emitida pedindo "sugestões para um socialismo atraente".  Nos dias seguintes, Krenz trabalhou para garantir o apoio dos militares e da Stasi e organizou uma reunião entre Gorbachev e o membro do Politburo Harry Tisch, que estava em Moscou, para informar o Kremlin sobre a remoção agora planejada de Honecker;  Gorbachev teria desejado-lhes boa sorte. 

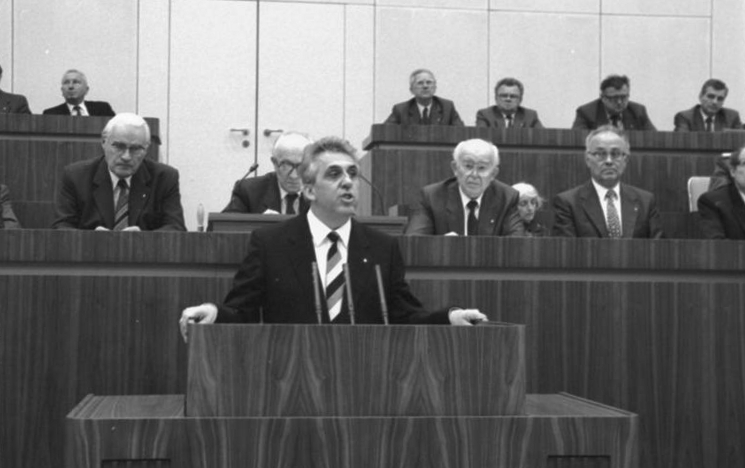
Egon Krenz se apresenta à Câmara Popular como substituto de Honecker para secretário-geral.

A sessão do Comitê Central do SED planejada para o final de novembro de 1989 foi antecipada em uma semana, com o item mais urgente na agenda agora sendo a composição do Politburo. Krenz e Mielke tentaram por telefone, na noite de 16 de outubro, convencer outros membros do Politburo a remover Honecker. No início da sessão de 17 de outubro, Honecker fez sua pergunta de rotina: "Há alguma sugestão para a agenda?"  Stoph respondeu: "Por favor, secretário-geral, Erich, proponho que um novo item seja colocado na agenda. É a libertação do camarada Erich Honecker como secretário-geral e a eleição do camarada Egon Krenz em seu lugar."  Honecker teria respondido calmamente: "Bem, então eu abro o debate". 
Todos os presentes falaram, por sua vez, mas nenhum a favor de Honecker.  Günter Schabowski estendeu ainda a demissão de Honecker para incluir também os seus cargos no Conselho de Estado e como Presidente do Conselho de Defesa Nacional, enquanto o amigo de infância Günter Mittag se afastava de Honecker.  Mielke, gritando e batendo na mesa da sala de conferências com o punho apontado para Honecker, culpou-o por quase todos os males atuais do país e ameaçou publicar informações comprometedoras que possuía, se Honecker se recusasse a renunciar.  Um documentário da ZDF sobre o assunto afirma que esta informação estava contida numa grande pasta vermelha encontrada em posse de Mielke em 1990.  Após três horas, o Politburo votou pela remoção de Honecker.   De acordo com uma prática de longa data, Honecker votou pela sua própria destituição.  Quando o anúncio público foi feito, foi classificado como uma decisão voluntária da parte de Honecker, ostensivamente "por motivos de saúde".  Krenz foi eleito por unanimidade como seu sucessor como Secretário-Geral.  

## Início de processos e tentativas de asilo

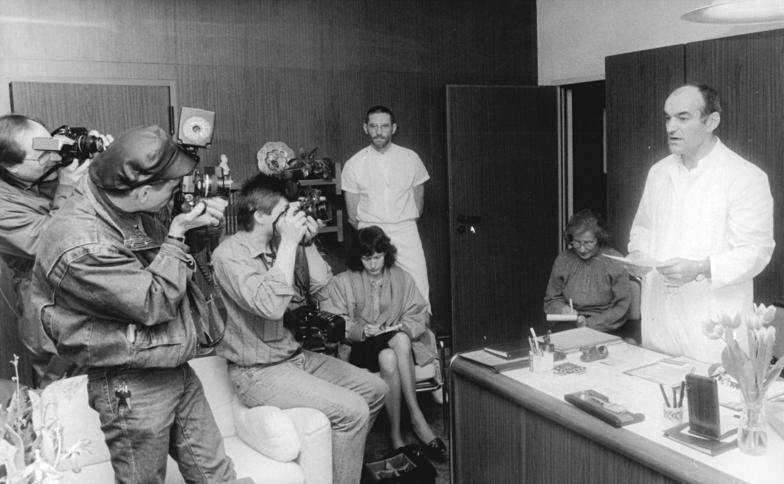
O cirurgião Peter Althaus informa à mídia em janeiro de 1990 que Honecker está doente demais para ser detido.

Três semanas após a queda de Honecker, o Muro de Berlim caiu, e o SED rapidamente perdeu o controle do país. Em 1º de dezembro, a Volkskammer eliminou as disposições da constituição da Alemanha Oriental que davam ao SED o monopólio do poder, encerrando assim formalmente o regime comunista na Alemanha Oriental dois meses após a remoção de Honecker. Num esforço para se reabilitar, o SED expulsou Honecker e vários outros antigos funcionários dois dias depois.  Ele se juntou ao recém-fundado Partido Comunista da Alemanha em 1990, permanecendo como membro até sua morte. 
Em novembro, a Volkskammer já havia criado um comitê para investigar corrupção e abusos de poder, com Honecker sendo acusado de receber doações anuais da Academia Nacional de Arquitetura de cerca de 20.000 marcos como "membro honorário".   Em 5 de Dezembro de 1989, o procurador-geral da Alemanha Oriental abriu formalmente um inquérito judicial contra ele, acusado de alta traição, abuso de confiança e peculato em grave desvantagem da propriedade socialista  (a acusação de alta traição foi retirada em Março de 1990).  Como resultado, Honecker foi colocado em prisão domiciliar por um mês. 
Após o levantamento da sua prisão domiciliária, Honecker e a sua esposa Margot foram forçados a desocupar o seu apartamento na área residencial de Waldsiedlung em Wandlitz, usado exclusivamente por membros seniores do partido SED, depois de a Volkskammer ter decidido utilizá-lo como sanatório para deficientes.  Em qualquer caso, Honecker passou a maior parte de janeiro de 1990 no hospital depois de ter corrigido o erro do tumor não detectado em 1989, após a suspeita de câncer ter sido confirmada.  Ao sair do hospital, em 29 de janeiro, foi novamente preso e mantido no centro de detenção de Berlim-Rummelsburg.  No entanto, na noite do dia seguinte, 30 de Janeiro, Honecker foi novamente libertado da custódia: o tribunal distrital anulou o mandado de prisão e, devido a relatórios médicos, certificou-o inapto para detenção e interrogatório. 

O pastor Uwe Holmer doou o santuário aos Honeckers em 1990.

Sem um lar, Honecker instruiu seu advogado Wolfgang Vogel a pedir ajuda à Igreja Evangélica em Berlim-Brandemburgo. O pastor Uwe Holmer, líder do Instituto Hoffnungstal em Lobetal, Bernau bei Berlin, ofereceu ao casal uma casa em sua casa paroquial.  Isto provocou condenação imediata e manifestações posteriores contra a igreja por ajudar os Honeckers, uma vez que ambos discriminaram os cristãos que não se conformavam com a ideologia da liderança do SED.   Além de uma estadia numa casa de férias em Lindow em Março de 1990, que durou apenas um dia antes de os protestos rapidamente a terem posto fim,  o casal residiu na residência Holmer até 3 de Abril de 1990. 
O casal mudou-se então para um alojamento de três quartos dentro do hospital militar soviético em Beelitz.  Aqui, os médicos diagnosticaram um tumor maligno no fígado após outro reexame. Após a reunificação alemã, os procuradores em Berlim emitiram um novo mandado de prisão para Honecker em novembro de 1990, sob a acusação de que ele deu a ordem de atirar em fugitivos na fronteira interna da Alemanha em 1961 e reiterou repetidamente essa ordem (mais especificamente em 1974).  No entanto, este mandado não era executável porque Honecker estava sob a protecção das autoridades soviéticas em Beelitz.  Em 13 de março de 1991, os Honeckers fugiram da Alemanha do campo de aviação de Sperenberg, controlado pelos soviéticos, para Moscou em um jato militar com a ajuda de radicais soviéticos. 
A Chancelaria Alemã só foi informada pelos diplomatas soviéticos sobre o voo dos Honecker para Moscovo com uma hora de antecedência.  Limitou a sua resposta a um protesto público, alegando que a existência de um mandado de prisão significava que a União Soviética estava a violar o direito internacional ao admitir Honecker.  A reacção soviética inicial foi que Honecker estava agora demasiado doente para viajar e estava a receber tratamento médico após uma deterioração da sua saúde.  Ele passou por uma nova cirurgia no mês seguinte. 
Em 11 de dezembro de 1991, os Honeckers buscaram refúgio na Embaixada do Chile em Moscou, ao mesmo tempo em que solicitaram asilo político na União Soviética.  Apesar de uma oferta de ajuda da Coreia do Norte,  Honecker recorreu ao governo chileno liderado pelo democrata-cristão Patricio Aylwin. Sob o governo de Honecker, a Alemanha Oriental concedeu o exílio a muitos chilenos após o golpe militar de 1973 de Augusto Pinochet .  Além disso, sua filha Sonja era casada com um chileno.  As autoridades chilenas, no entanto, declararam que ele não poderia entrar no país sem um passaporte alemão válido. 
Mikhail Gorbatchov concordou com a dissolução da União Soviética em 25 de dezembro de 1991 e deu todos os seus poderes ao presidente russo Boris Iéltsin. As autoridades russas há muito que estavam interessadas em expulsar Honecker,  contra a vontade de Gorbachev,  e o novo governo exigia agora que ele abandonasse o país ou então enfrentasse a deportação. 
Em junho de 1992, o presidente chileno Patricio Aylwin, líder de uma coligação de centro-esquerda, finalmente garantiu ao chanceler alemão Helmut Kohl que Honecker deixaria a embaixada em Moscou.  Alegadamente contra a sua vontade,  Honecker foi expulso da embaixada em 29 de Julho de 1992 e levado de avião para o Aeroporto Tegel de Berlim, onde foi preso e detido na Prisão de Moabit.  Em contraste, sua esposa Margot viajou em um voo direto de Moscou para Santiago, no Chile, onde inicialmente ficou com sua filha Sonja.  Os advogados de Honecker apelaram, sem sucesso, para que ele fosse libertado da detenção no período que antecedeu o seu julgamento. 

## Julgamento criminal

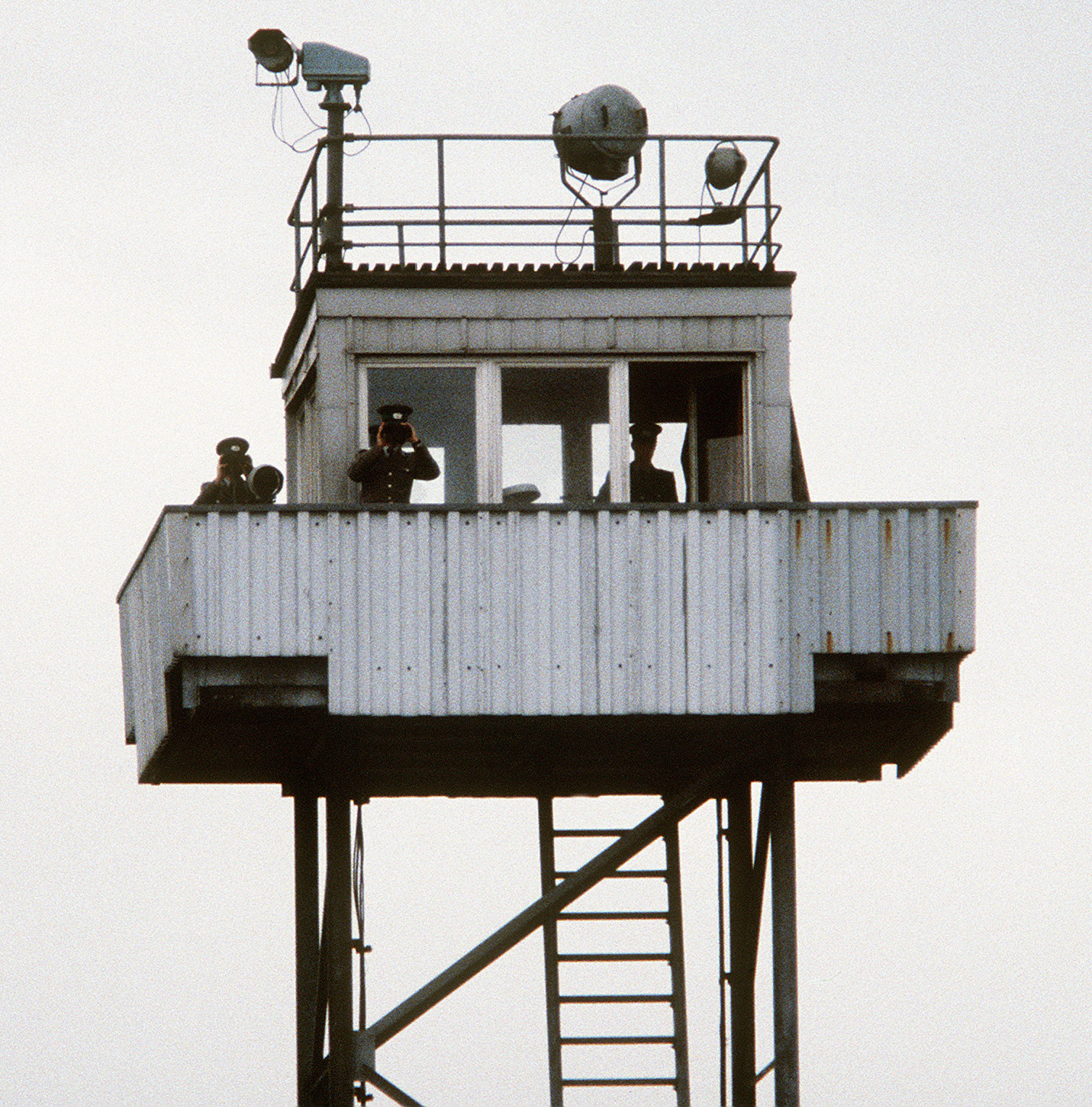
Honecker deu ordens para atirar ao longo da fronteira interna alemã.

Em 12 de maio de 1992, enquanto estava sob proteção na embaixada chilena em Moscou, Honecker, juntamente com vários réus, incluindo Erich Mielke, Willi Stoph, Heinz Kessler, Fritz Streletz e Hans Albrecht, foram acusados em uma acusação de 783 páginas de participar do "homicídio coletivo" de 68 pessoas enquanto tentavam fugir da Alemanha Oriental.   Foi alegado que Honecker, na sua função de Presidente do Conselho de Defesa Nacional, tinha dado a ordem decisiva em 1961 para a construção do Muro de Berlim e também, em reuniões subsequentes, ordenado a expansão extensiva das fortificações fronteiriças em torno de Berlim Ocidental e das barreiras para o Ocidente, de modo a tornar qualquer passagem impossível.  Além disso, especificamente numa sessão do Conselho de Defesa Nacional de Maio de 1974, ele declarou que o desenvolvimento da fronteira deveria continuar, que as linhas de fogo eram garantidas ao longo de toda a fronteira e, como antes, o uso de armas de fogo era essencial: "Os camaradas que usaram com sucesso as suas armas de fogo [devem] ser elogiados".  
As acusações foram aprovadas pelo Tribunal Distrital de Berlim em 19 de Outubro de 1992, na abertura do julgamento.  No mesmo dia, foi decidido que a audiência de 56 acusações seria adiada e os doze casos restantes seriam objecto de julgamento que começaria em 12 de Novembro de 1992.  A questão de saber ao abrigo das leis em que o antigo líder da Alemanha Oriental poderia ser julgado foi altamente controversa e, na opinião de muitos juristas, o processo teve um resultado incerto.  
Durante a sua declaração de 70 minutos ao tribunal, em 3 de Dezembro de 1992, Honecker disse que tinha responsabilidade política pela construção do Muro de Berlim e pelas mortes subsequentes nas fronteiras, mas afirmou que não tinha "culpa jurídica, legal ou moral".  Ele culpou a escalada da Guerra Fria pela construção do Muro de Berlim, dizendo que a decisão não foi tomada apenas pela liderança da Alemanha Oriental, mas por todos os países do Pacto de Varsóvia que concluíram coletivamente em 1961 que uma "Terceira Guerra Mundial com milhões de mortos" seria inevitável sem esta ação.  Ele citou vários políticos da Alemanha Ocidental que opinaram que o muro tinha de facto reduzido e estabilizado as duas facções.  Ele afirmou que sempre lamentou cada morte, tanto do ponto de vista humano como pelos danos políticos que causaram. 

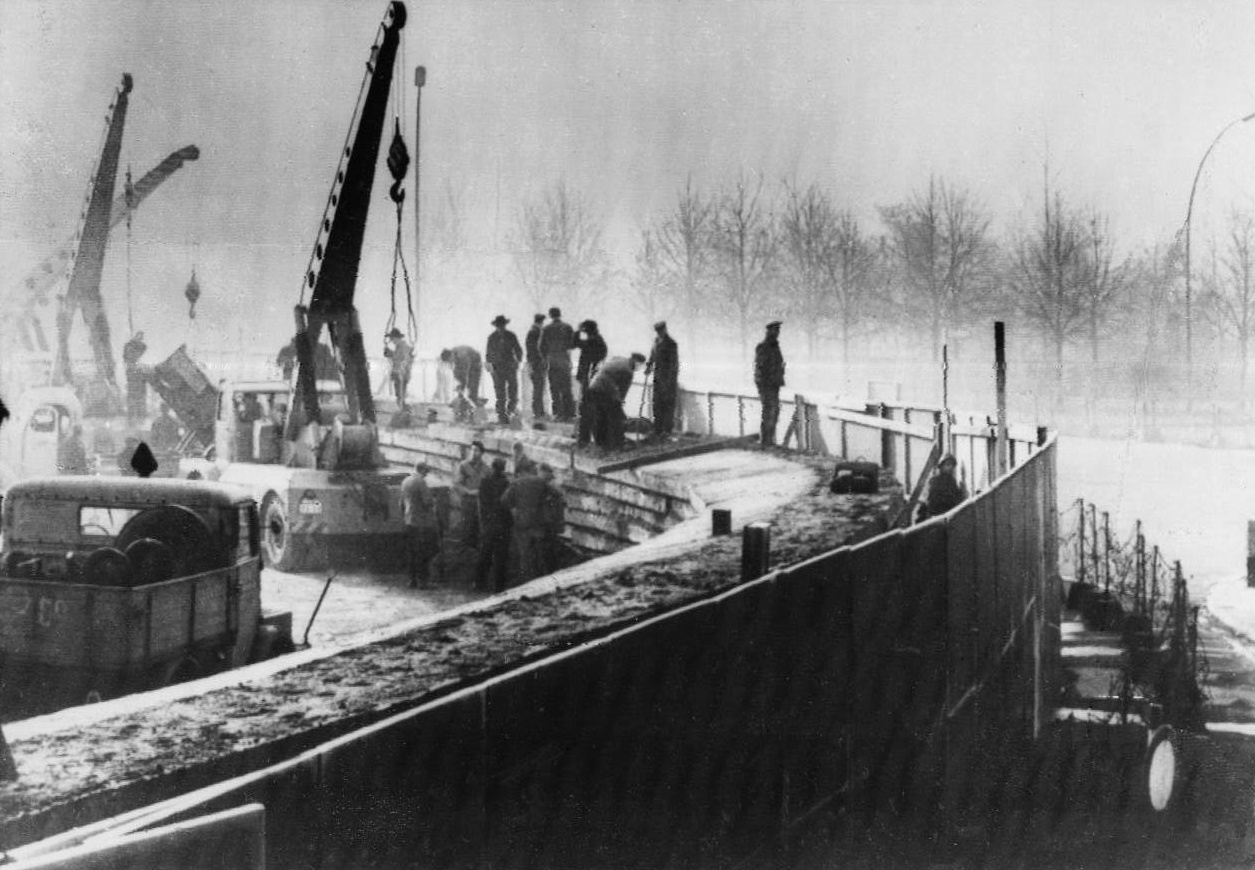
Honecker disse que o Muro de Berlim era "inevitável" para evitar uma "terceira guerra mundial com milhões de mortos".

Fazendo referência a julgamentos passados na Alemanha contra comunistas e socialistas como Karl Marx e August Bebel, ele alegou que o processo legal contra ele foi politicamente motivado e um "julgamento-espetáculo" contra o comunismo.   Ele afirmou que nenhum tribunal situado no território da Alemanha Ocidental tinha o direito legal de julgá-lo, aos seus co-réus ou a qualquer cidadão da Alemanha Oriental, e que a representação da Alemanha Oriental como um "Unrechtsstaat" era contraditório com o seu reconhecimento por mais de cem outros estados e pelo Conselho de Segurança da ONU.  Além disso, questionou como é que um tribunal alemão poderia agora julgar legalmente as suas decisões políticas à luz da ausência de acções legais tomadas relativamente a várias operações militares que tinham sido levadas a cabo por países ocidentais com apoio aberto ou ausência de condenação da Alemanha (Ocidental).  Ele rejeitou as críticas públicas à Stasi, argumentando que os jornalistas nos países ocidentais eram elogiados por denunciarem os outros.  Ao aceitar a responsabilidade política pelas mortes no Muro, ele acreditava estar livre de qualquer "culpa legal ou moral" e pensava que a Alemanha Oriental ficaria na história como "um sinal de que o socialismo é possível e é melhor do que o capitalismo". 
Na altura do processo, Honecker já se encontrava gravemente doente.  Uma nova tomografia computorizada, realizada em Agosto de 1992, confirmou um exame de ultrassonografia efectuado em Moscovo e a existência de um tumor maligno no lobo direito do seu fígado.  Com base nessas conclusões e em depoimentos médicos adicionais, os advogados de Honecker solicitaram que os procedimentos legais, na medida em que eram dirigidos contra seu cliente, fossem abandonados e o mandado de prisão contra ele retirado; os processos contra Mielke e Stoph já haviam sido adiados devido a problemas de saúde.  Argumentando que a sua esperança de vida era estimada entre três a seis meses, enquanto o processo legal estava previsto para demorar pelo menos dois anos, os seus advogados questionaram se seria humano julgar um homem moribundo.  O seu pedido foi rejeitado em 21 de Dezembro de 1992, quando o tribunal concluiu que, dada a gravidade das acusações, não existia qualquer obstáculo ao processo. 
Honecker apresentou uma queixa constitucional ao recém-criado Tribunal Constitucional do Estado de Berlim, afirmando que a decisão de prosseguir violava o seu direito fundamental à dignidade humana, que era um princípio primordial na Constituição de Berlim, acima até mesmo do sistema penal e da justiça criminal do Estado.   Em 12 de Janeiro de 1993, a queixa de Honecker foi aceite e o Tribunal Distrital de Berlim abandonou o caso e retirou o seu mandado de prisão.  Um pedido de novo mandado de prisão foi rejeitado em 13 de janeiro. O tribunal também se recusou a iniciar o julgamento relacionado à acusação de 12 de novembro de 1992 e retirou o segundo mandado de prisão relacionado a essas acusações. Após um total de 169 dias, Honecker foi libertado da custódia, gerando protestos tanto de vítimas do regime da Alemanha Oriental quanto de figuras políticas alemãs.  
Honecker voou via Brasil para Santiago, Chile, para se reunir com sua esposa e sua filha Sonja, que morava lá com seu filho Roberto. À sua chegada foi recebido pelos líderes dos partidos comunista e socialista chileno.  Em contrapartida, os seus co-réus Heinz Kessler, Fritz Streletz e Hans Albrecht foram condenados em 16 de Setembro de 1993 a uma pena de prisão entre quatro e sete anos e meio.  Em 13 de abril de 1993, uma tentativa final de separar e continuar o julgamento contra Honecker na sua ausência foi interrompida.  Quatro dias depois, no 66º aniversário de sua esposa Margot, ele fez um último discurso público, terminando com as palavras: "O socialismo é o oposto do que temos agora na Alemanha. Por isso, gostaria de dizer que nossas belas memórias da República Democrática Alemã são testemunho de uma sociedade nova e justa. E queremos permanecer sempre leais a essas coisas". 

## Morte
Honecker morreu em 29 de maio de 1994 de câncer no fígado, aos 81 anos, em uma casa no bairro de La Reina, em Santiago. Seu funeral, organizado pelo Partido Comunista do Chile, foi realizado no dia seguinte no cemitério central de Santiago. 

## Família

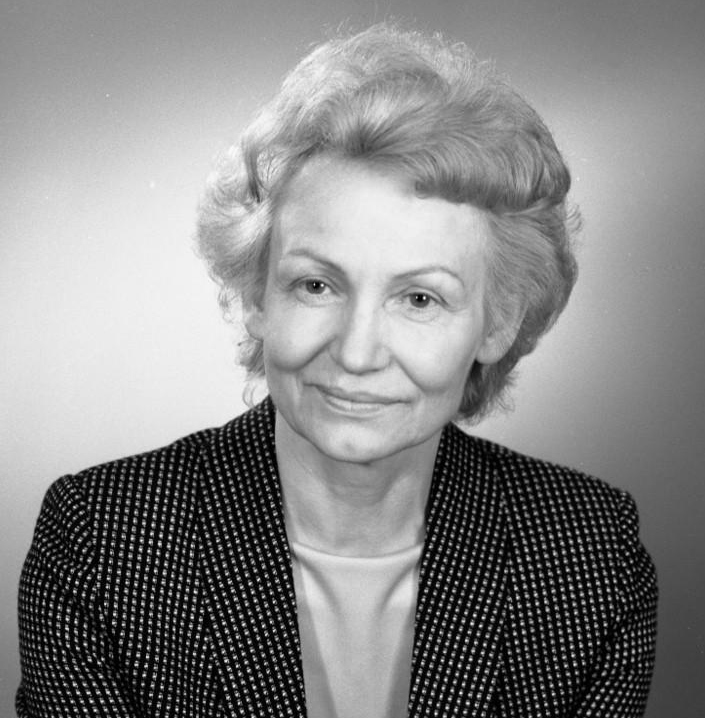
Margot, esposa de Honecker por quarenta anos

Honecker foi casado três vezes. Após ser libertado da prisão em 1945, ele se casou com a diretora da prisão Charlotte Schanuel (nascida Drost), nove anos mais velha, em 23 de dezembro de 1946.   Ela morreu repentinamente de um tumor cerebral em junho de 1947.  Os detalhes deste casamento não foram revelados até 2003, bem depois de sua morte.  
Na época de sua morte, Honecker já estava romanticamente envolvido com a oficial da Juventude Alemã Livre, Edith Baumann,  que ele conheceu em uma viagem a Moscou.  Com ela, ele teve uma filha, Erika (n. 1950), que mais tarde lhe deu sua neta Anke.  As fontes divergem sobre se Honecker e Baumann se casaram em 1947  ou 1949,  mas em 1952 ele teve uma filha ilegítima, Sonja (1952–2022), com Margot Feist, membra da Câmara do Povo e presidente da Organização Pioneira Ernst Thälmann.
Em setembro de 1950, Baumann escreveu diretamente a Walter Ulbricht para informá-lo sobre a atividade extraconjugal de seu marido, na esperança de que ele pressionasse Honecker a terminar seu relacionamento com Feist.  Após seu divórcio e supostamente sob pressão do Politburo, ele se casou com Feist. No entanto, as fontes divergem novamente quanto ao ano do seu divórcio de Baumann e do seu casamento com Feist; dependendo da fonte, os eventos ocorreram em 1953  ou 1955.  Por mais de vinte anos, Margot Honecker serviu como Ministra da Educação Nacional. Em 2012, relatórios de inteligência coletados por espiões da Alemanha Ocidental alegaram que tanto Honecker quanto sua esposa tiveram casos secretos, mas não se divorciaram por motivos políticos;  no entanto, seu guarda-costas Bernd Brückner, em um livro sobre o tempo que passou ao serviço de Honecker, negou as alegações. 
Honecker teve três netos de sua filha Sonja, que se casou com o exilado chileno Leonardo Yáñez Betancourt: Roberto (n. 1974),  Mariana (n. 1985), que morreu em 1988 com dois anos de idade, deixando o próprio Honecker abalado,   e Vivian (n. 1988).  As origens de Roberto são debatidas; ele é alegadamente o filho adotado ilegalmente de Heidi Stein, Dirk Schiller, nascido em 13 de junho de 1975 em Görlitz, que desapareceu em março de 1979, devido a supostas semelhanças físicas entre Dirk e Yáñez, Stein suspeitando que seu filho poderia ter sido sequestrado aos três anos de idade por agentes da Stasi para a filha mais nova de Honecker. 
A filha de Honecker se divorciou de Yáñez em 1993. Ela residia em Santiago  com seus dois filhos sobreviventes e morreu em 2022. 

## Honrarias e condecorações

### Nacionais
Alemanha Oriental:
- Herói da República Democrática Alemã, duas vezes (1982, 1987)[188]
- Hero of Labour (1962)[189]
- Fecho de Honra em Ouro da Ordem Patriótica do Mérito (1955)
- Ordem de Karl Marx, cinco vezes (1969, 1972, 1977, 1982, 1985)[190]
- Ordem do Estandarte do Trabalho[190]

### Estrangeiras
- Áustria:
  -  Grande Estrela da Ordem de Honra pelos serviços prestados à República da Áustria[191]
- República Popular da Bulgária:
  -  Ordem de Georgi Dimitrov
- Cuba:
  -  Ordem de José Martí[192]
  -  Ordem da Praia Girón (1986)[193]
- Tchecoslováquia:
  -  Primeira Classe da Ordem do Leão Branco (1987)[194]
  -  Ordem de Klement Gottwald (1982)[195]
- Finlândia:
  -  Comandante Grã-Cruz da Ordem da Rosa Branca da Finlândia (1977)
- República Popular da Polônia:
  -  Grande Cordão da Ordem do Mérito da República Popular da Polônia
- Nicarágua:
  -  Primeira Classe da Ordem de Augusto César Sandino
- Coreia do Norte:
  -  Primeira Classe da Ordem da Bandeira Nacional (1988)[196]
- República Socialista da Romênia:
  -  Ordem da Vitória do Socialismo (1987)[197]
- União Soviética:
  -  Herói da União Soviética (1982)[194]
  -  Ordem de Lenin, três vezes (1972, 1982, 1987)[194]
  -  Ordem da Revolução de Outubro (1977)[194]
  -  Medalha “Pelo Fortalecimento da Irmandade de Armas” (1980)[198]
  -  Medalha do Jubileu "Em Comemoração ao 100.º Aniversário do Nascimento de Vladimir Ilitch Lenin" (1969)
  - Cidadão honorário da cidade de Magnitogorsk, Oblast de Tcheliabinsk (1989)[194]
- Vietnã
  -  Order of Ho Chi Minh

- Iugoslávia:
  -  Ordem da Grande Estrela Iugoslava (1974)
- Comitê Olímpico Internacional
  -  Ordem Olímpica (1985)[199]

## Na cultura popular

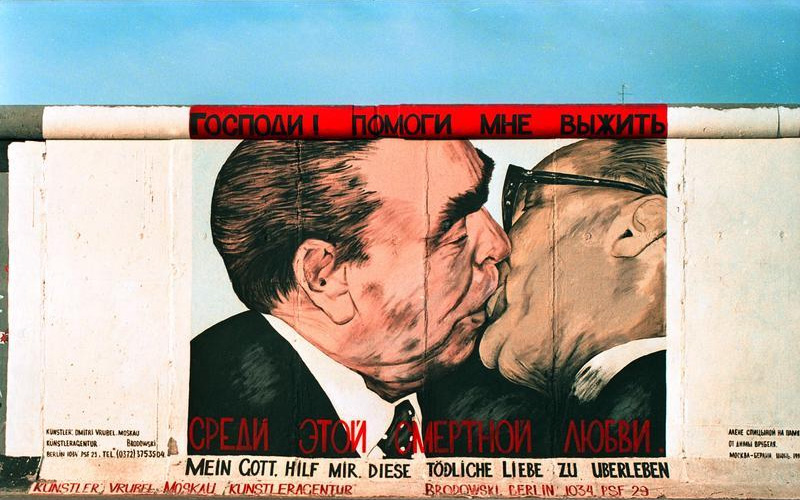
Foto do mural de Dmitri Vrubel: Honecker com Brejnev em um beijo fraternal. As inscrições em russo dizem: "Deus! Ajude-me a sobreviver em meio a este amor mortal" (Господи! Помоги мне выжить среди этой смертной любви.).

O mural de Dmitri Vrubel de 1990 no Muro de Berlim, Meu Deus, ajude-me a sobreviver a este amor mortal, retratando um beijo fraternal socialista entre Honecker e Leonid Brejnev, tornou-se conhecido em todo o mundo. 

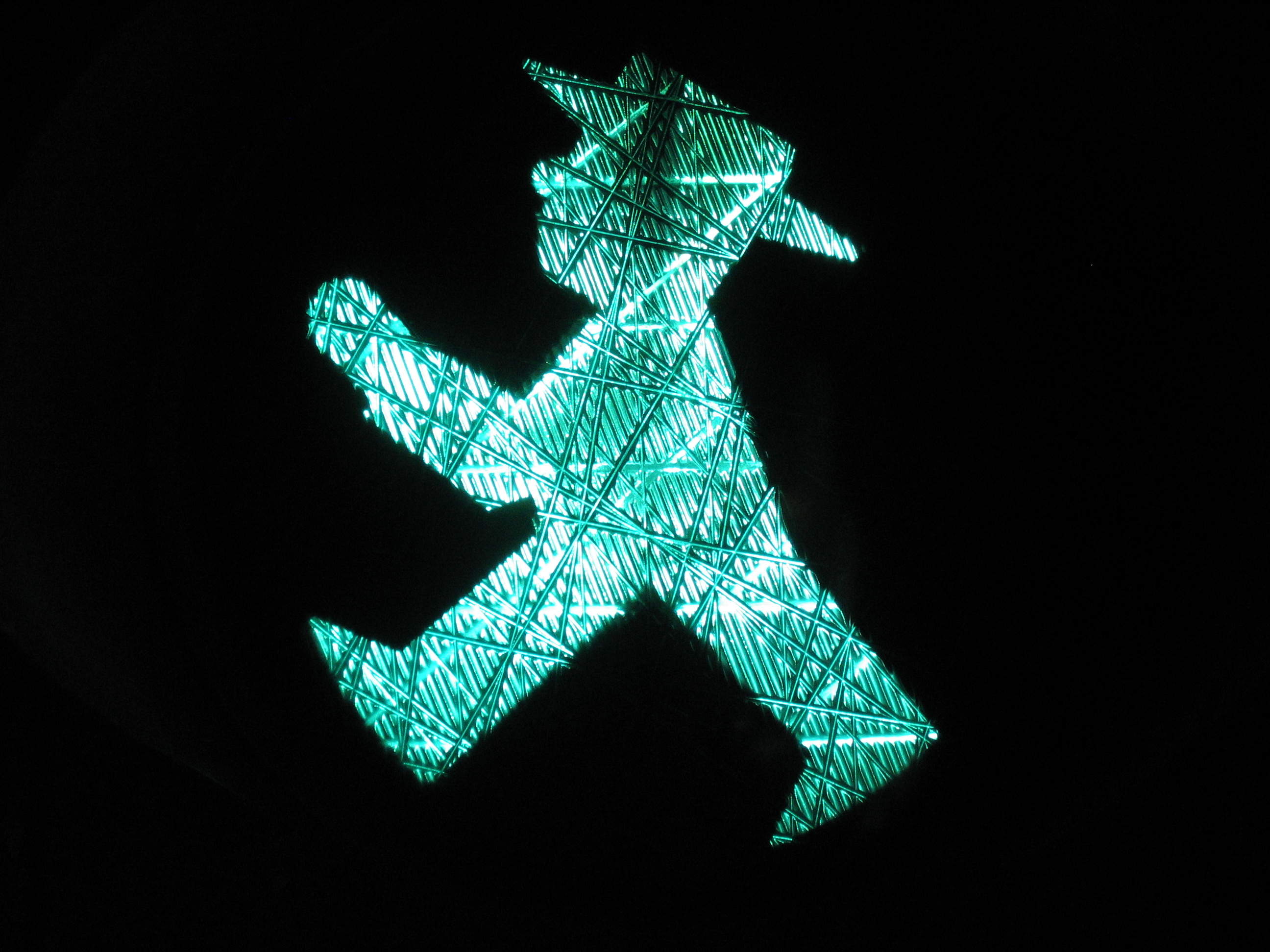
"Eastern Crosswalk Man" foi inspirado em Honecker usando um chapéu de palha.

Um semáforo inspirado em Honecker usando um chapéu de palha alegre foi usado em partes da Alemanha Oriental (Ost-Ampelmännchen) e se tornou um símbolo de Ostalgie. 
O ator britânico Paul Freeman interpretará Honecker no próximo filme Whispers of Freedom. 